# Астанино (Московская область)
Аста́нино — деревня в муниципальном округе Егорьевск Московской области России.

## География
Деревня Астанино расположена в восточной части муниципального округа Егорьевск, примерно в 15 километрах к юго-востоку от города Егорьевск. В 5 километрах к северу от деревни протекает река Цна. Высота над уровнем моря 135 метров.

## Название
В письменных источниках деревня упоминается как Останинская (1577 год), Останино (1719 год), с 1774 года — Астанино. Название связано с разговорой формой личного имени Евстафий — Останя.

## История
На момент отмены крепостного права в России деревня принадлежала помещикам Дуровой, Коротневой, Петрову, а также была одна община государственных крестьян, бывших помещицы Григорьевой. После 1861 года деревня вошла в состав Двоенской волости Егорьевского уезда. Приход находился в селе Завражье.
В 1926 году деревня входила в Астанинский сельсовет Двоенской волости Егорьевского уезда.
До 1994 года Астанино входило в состав Подрядниковского сельсовета Егорьевского района, а в 1994—2006 годы — Подрядниковского сельского округа.
До 2015 года входила в состав сельского поселения Юрцовское.
В 2015 году вошла в состав городского округа Егорьевск, образованного в том же году путем упразднения Егорьевского района и объединения всех его поселений в единый городской округ.

## Демография
В 1885 году в деревне проживало 107 человек, в 1905 году — 93 человека (44 мужчины, 49 женщин), в 1926 году — 112 человек (43 мужчины, 69 женщин). По переписи 2002 года — 16 человек (7 мужчин, 9 женщин). Население — 16 человек (2010).
| 1859 | 1868 | 1885 | 1905 | 1926 | 2002 | 2006 |
| ---- | ---- | ---- | ---- | ---- | ---- | ---- |
| 77   | ↗121 | ↘107 | ↘93  | ↗112 | ↘16  | ↘12  |
| 2010 |      |      |      |      |      |      |
| ↗16  |      |      |      |      |      |      |